# Cataulacus pompom
Cataulacus pompom är en myrart som beskrevs av Roy R. Snelling 1979. Cataulacus pompom ingår i släktet Cataulacus och familjen myror. Inga underarter finns listade.